# Мухоморки
Мухоморките (Amanita) са род базидиеви гъби от семейство Мухоморкови (Amanitaceae). В широката си употреба названието „мухоморка“ е свързвано почти винаги само с неядливите и отровни гъби от този род. Названието „мухоморка“ идва от използването на червената мухоморка като убиец на мухи и други насекоми.
В масовото съзнание дълбоко е залегнала идеята, че мухоморките са смъртоносно отровни, което е истина само при зелената мухоморка (A. phalloides) и бялата мухоморка (A. virosa). За щастие те са рядко срещани в България.
Без съмнение най-популярните от рода Amanita са червената мухоморка (A. muscaria) често ползвана от художници в детски книжки като илюстративен материал и пантерката (A. pantherina). И двете гъби са (условно) силно отровни, предизвикващи неприятни реакции в организма от гадене до халюцинации и загуба на съзнание, както и смърт в много по-редки случаи. И двете гъби са използвани ритуално в древните култури на Северна Европа както и в други култури. „Сома“ е древна ритуална напитка за постигане на просветление приготвяна от червена мухоморка споменавана в зороастрийски и ведически текстове. Интересен факт е че отровните вещества се отделят непроменени с урината, свързан с начина на употреба при северните народи. Отровните вещества са иботенова киселина и мусцимол, като при изсушаване иботеновата киселина преминава в мусцимол чрез декарбоксилиране. Отровните вещества са концентрирани под кожичката към върха на гъбата. В Русия настойка от червени мухоморки се приготвя, ползва и продава като лечебно средство. Гъбата Булка (A. caesarea) е добре известна вкусна, ядлива гъба членка на този род като може да бъде объркана в много млада възраст с Amanita muscaria докато е неразтворена с яйцевидна форма.

## Характеристики на Мухоморките
Плодните тела са едри и месести. Развитите гъби имат волва и бели парченца по гуглата, следи от универсално покритие. Цветът на споровият прашец е бял. Всички видове освен сурогризката имат пръстен на стъблото.

## Мухоморката и християнство
Хипотеза на Джон Алегро, автор на „Свещената гъба и Кръста“, е че мухоморката е била свещена гъба в ранното християнство и чрез употребата и хората си мислели, че се стига до контакт с божественото.

## Списък на видове срещани в България
- Булка (A. caesarea)
- жълта мухоморка (A. citrina)
- жълто-розова мухоморка (A. gemmata)
- червена мухоморка (A. muscaria)
- пантерка (A. pantherina)
- зелена мухоморка (A. phalloides)
- бисерка (A. rubescens)
- сурогризка (A. vaginata) – Сива мухоморка
- Пролетна мухоморка (A. verna)
- бяла мухоморка (A. virosa)
- едролюспеста мухоморка (A. vittadinii)

## Фотогалерия на видове от този род
- зелена мухоморка (A. phalloides)
- бяла мухоморка (A. virosa)
- пантерка (A. pantherina)
- бисерка (A. rubescens)